# S 2 (KPEV)
S 2 – oznaczenie serii niemieckich parowozów pospiesznych kolei pruskich, produkowanych w latach 1890–1892, o układzie osi 2'B. Posiadały dwucylindrowy silnik bliźniaczy na parę nasyconą. Była to pierwsza pruska seria lokomotyw o układzie osi 2'B.

## Historia powstania
Parowóz serii S2 zapoczątkował nową generację pruskich lokomotyw pospiesznych i osobowych, będąc pierwszą pruską maszyną pospieszną o popularnym pod koniec XIX wieku w Europie układzie osi 2'B (poprzednie lokomotyw pruskie miały układ osi 1B). Konstrukcja lokomotyw w tym układzie zawdzięczała sporo podróży służbowej komisji niemieckich konstruktorów wraz z Augustem von Borriesem – naczelnikiem technicznego oddziału hanowerskiej dyrekcji kolei pruskich do USA i Wielkiej Brytanii, w celu zapoznania się z tamtejszymi konstrukcjami.
W 1890 roku hanowerska dyrekcja kolei zamówiła w fabryce Henschel dwie pierwsze doświadczalne lokomotywy pospieszne o układzie osi 2'B projektu von Borriesa, z dwucylindrowym silnikiem sprzężonym. Wyróżniały się one zastosowaniem zewnętrznego rozrządu Heusingera oraz prostą i udaną konstrukcją przedniego wózka tocznego o rozstawie osi 2000 mm, znanego później jako wózek typu hanowerskiego. Miały one stosunkowo nieduży rozstaw osi 6500 mm i kocioł o powierzchni 113,25 m². Koła napędowe miały średnicę 1960 mm. Lokomotywy nosiły numery Hannover 20 i 21, później Altona 448 i 449, a od 1906 roku zaliczono je do serii S2 (mimo posiadania silnika sprzężonego) z numerami Altona 101 i 102. Dalszych lokomotyw tego typu nie budowano, gdyż lepsza okazała się konstrukcja lokomotyw zamówionych przez dyrekcję kolei w Erfurcie.
W roku 1891 inżynier Lochner z dyrekcji kolei w Erfurcie zamówił także w firmie Henschel aż osiem doświadczalnych lokomotyw o układzie osi 2'B, w tym dwie pospieszne z silnikiem bliźniaczym i kołami średnicy 1960 mm, dwie pospieszne z silnikiem sprzężonym oraz po dwie analogiczne lokomotywy osobowe, różniące się kołami o mniejszej średnicy 1730 mm (późniejsze serie P4¹ i P4²). W stosunku do lokomotyw hanowerskich miały nieco większy kocioł (125,03 m²) i powierzchnię rusztu oraz rozstaw osi 6575 mm. Mniej udana była natomiast konstrukcja wózka tocznego osadzonego na ślizgowym łożysku kulistym oraz miały one bardziej skomplikowany wewnętrzny rozrząd Allana, wzorowany na lokomotywach amerykańskich. Lokomotywy pospieszne z silnikiem bliźniaczym otrzymały numery Erfurt 498 i 499, od 1906 roku zmienione na S2 Halle 101 i 102, a lokomotywy z silnikiem sprzężonym miały numery Erfurt 494 i 495, później S2 Halle 103 i 104.

## Produkcja i służba
Pomimo niektórych wad, koleje pruskie zamówiły w sześciu fabrykach budowę 148 egzemplarzy lokomotywy pospiesznej z silnikiem bliźniaczym w wersji erfurckiej, zaaprobowanej jako znormalizowany wzór (Musterblatt) III-2a. Wszystkie zbudowano w 1892 roku – 56 lokomotyw wyprodukował Henschel, 25 – Schwartzkopff (BMAG), 25 – Vulcan, 19 – Grafensteden, 15 – Hanomag i 8 – Union. Nie zamawiano większej serii, gdyż lokomotywy te traktowane były jako model przejściowy, do czasu dopracowania bardziej perspektywicznej lokomotywy z silnikiem sprzężonym (późniejszej S 3). Odpowiednikiem pospiesznych lokomotyw typu III-2a były produkowane w tym czasie zbliżone lokomotywy osobowe typu III-1c (późniejsze P4¹).
Po wprowadzeniu podziału na serie na kolejach pruskich w 1906 roku, lokomotywy typu III-2a oraz lokomotywy próbne zostały oznaczone jako seria S 2 (S oznaczało parowozy pospieszne). 26 lokomotyw typu III-2a zostało jednak zrekonstruowanych z zastosowaniem silnika sprzężonego i zaliczonych do serii S 3.
Po wejściu do służby lokomotywy serii S 2 służyły w 11 dyrekcjach kolei pruskich, najwięcej w erfurckiej (29 plus 4 prototypy). W 1906 roku służyły w dziesięciu na 21 dyrekcji kolei pruskich, najwięcej w dyrekcji Halle (36 plus 4 prototypy), w pozostałych ich liczba nie przekraczała kilkunastu. Wszystkie 6 lokomotyw prototypowych wycofano do 1912 roku. Pozostałe lokomotywy wycofano do początku lat 20. i nie otrzymały one nowych numerów kolei niemieckich DRG.

## Inne lokomotywy serii S 2
Do serii S 2 została ponadto zaliczona doświadczalna lokomotywa Cöln lrh 341 (późniejsza S 2 Cöln 101) o układzie osi 2'B, lecz z nowym rodzajem kotła o falistej powierzchni konstrukcji Gustava Lentza (powierzchnia ogrzewalna 104,15 m²), zbudowana przez zakłady Hohenzollern w Düsseldorfie w 1892 roku. Konstrukcja kotła okazała się jednak nieudana. W 1894 roku doszło do wybuchu kotła, lecz lokomotywę odbudowano.
Do serii S 2 zaliczono także w 1906 roku 15 zupełnie innej konstrukcji lokomotyw o nietypowym układzie osi 1B1, z dwucylindrowym silnikiem bliźniaczym, z byłej prywatnej kolei Main-Neckar Eisenbahn (MNE), znacjonalizowanej w 1902 roku. Lokomotywy te były zbudowane na wzór belgijskiej serii 12 w latach 1892–1902 przez belgijskie zakłady Cockerill (8) i niemieckie MBG Karlsruhe (7). Po 1906 roku oznaczono je jako S 2 z numerami dyrekcji Mainz (Moguncja) 101 do 115, później 4 służyły w dyrekcji Essen.
Żadna z lokomotyw serii S 2 nie zachowała się do chwili obecnej.